# بومبي (فلم)
بومبي  (بالإنجليزية: Pompeii) هو فيلم ألماني كندي أمريكي تاريخي كوارث رومانسي ثري دي صدر سنة 2014 من إنتاج و إخراج بول أندرسون، الفيلم مستوحى من ثوران فيزوف في 79 الذي دمر مدينة بومبي في الإمبراطورية الرومانية.

## طاقم التمثيل
- إيميلي براوننغ
- كاري-آن موس
- جيسيكا لوكاس
- كيفر سثرلاند

## القصة
تدور الأحداث حول عبد يتحول إلى محارب؛ يخوض صراعًا عنيفًا ضد الزمن وأحد قادة الرومان؛ لإنقاذ حبيبته، ولكي ينجو الاثنين من بركان يوشك؛ على الثورة وابتلاع المدينة بأكملها.

## الميزانية والإيرادات
بلغت تكلفة إنتاج الفيلم حوالي 80 مليون دولار.
وقد بلغت الإيرادات حوالي 117 مليون دولار.

## وصلات خارجية
- الموقع الرسمي
- مقالات تستعمل روابط فنية بلا صلة مع ويكي بيانات

لا توجد روابط لمواقع التواصل الاجتماعي.